# 国民的君主制
国民的君主制（こくみんてきくんしゅせい、英: popular monarchy）は、君主制のうち、その君主号が領地ではなく領民と結び付けられているものをいう。中世のスコットランドなどでは標準的で、19世紀から20世紀のヨーロッパでも市民革命の結果を反映して採用されるようになった。フランス革命では、主権在民原理に根差す立憲君主制への移行に際し、ルイ16世が単なる領主ではなく国民代表たる君主であることを示すため、その称号が変更された。
現在のベルギーの王制は1830年の独立革命以来の国民的君主制で、ベルギー人の王（蘭: Koning der Belgen, 仏: Roi des Belges, 独: König der Belgier）という称号を用いている（国民的君主制が現存する唯一の例）。

## 用例

### 中世
- ビザンツ帝国の皇帝はその称号の1つとしてローマ人の王（羅: Rex Romanorum, 希: Βασιλεύς των Ρωμαίων）という称号を用いた。
- 神聖ローマ帝国では、選帝侯たちから次期皇帝（羅: Imperator futurus）に推挙された後（皇帝の生前の次期皇帝選挙はしばしば行われた）、まだ教皇の手で戴冠されていない者が、ローマ人の王（羅: Rex Romanorum）という称号を用いた。
- 中世スコットランド王国では、ロバート・ドゥ・ブルースがスコット人の王（羅: Rex Scotorum, 英: King of Scots）という称号を用いた（メアリー・ステュアートも同様にスコット人の女王（英: Queen of Scots）という称号を用いた）。アーブロース宣言（1320年）は、スコット人の王はスコット人を代表してスコット人を支配するのであって、スコットランドの独立は王権によるまでもなくスコット人の特権によるものであるということをうたっていた。スコット人の王ジェームズ6世がイングランド王位を継承した後はグレートブリテン王（英: King of Great Britain）という称号が多用されるようになり、ウィリアムとメアリーがスコットランド王・同妃（英: King and Queen of Scotland）という称号を用いたため、廃れていった。合同法（1707年）がスコットランド王位とイングランド王位を統合してグレートブリテン王位（英: Kingdom of Great Britain）を創設したことで、スコットランド独自の王位も廃止された。
- ポルトガル王国の初代国王アフォンソ・エンリケスはポルトガル人の王（羅: Rex Portugalensium, 葡: Rei dos Portugueses）という称号を用いた（オーリッケの戦い（1139年）の後、その戦場で同志・臣民たちから推挙されて国王となったことを記念したもの）。しかし、その後の国王はポルトガル王（羅: Rex Portugaliae, 葡: Rei de Portugal）という称号を用いた。
- 中世クロアチア王国の君主号はクロアチア人の王（羅: Rex Chroatorum, クロアチア語: Kralj Hrvata）で、ビザンツ帝国領ダルマチアを併合した後はクロアチア人とダルマチア人の王（羅: Rex Chroatorum Dalmatarumque, クロアチア語: Kralj Hrvata i Dalmatinaca）となった。ここでいうダルマチア人とはダルマチア諸都市（スプリト、ザダル、トロギル、フヴァル島、ラブ島）のラテン系住民を指す（クロアチア南部の住民を指す、今日的意味のダルマチア人とは異なる）。ハンガリー王カールマーンが1102年にビオグラード・ナ・モルで戴冠し、クロアチアがハンガリー王国との同君連合に入ると、ハンガリー王の称号にクロアチアとダルマチアの王（羅: Rex Croatiae et Dalmatiae）という称号が加わり、クロアチアの君主号からは国民的君主制の性格が失われた。
- 中世ウェールズ公国成立前の12世紀には、ブリトン人の王（英: King of the Britons）から派生したウェールズ人の公（英: Prince of the Welsh）という称号が用いられたことがあるが、最終的に、ダフィズ・アプ・ルウェリン (Dafydd ap Llywelyn) がウェールズ全域にわたる宗主権を示すためにウェールズ公（英: Prince of Wales）という称号を採用した。

### 近現代
- ルイ16世は、フランスとナヴァールの王（仏: Roi de France et de Navarre）として即位していたが、1791年の憲法制定から1792年の立憲君主制廃止までの短期間、フランス人の王（仏: Roi des Français）という称号を受けた。
- ナポレオン・ボナパルトは、1804年にフランス人の皇帝（仏: Empereur des Français）という称号を受けた。ナポレオン3世が1852年に帝制を復活した際も同様であった。
- ルイ・フィリップ1世は、1830年の革命でフランス王（仏: Roi de France）シャルル10世が倒された後、国民の意志により王位についたことを反映してフランス人の王（仏: Roi des Français）という称号を受けた（市民王（仏: Roi Citoyen）とも呼ばれる）。
- ベルギー王国では、1831年にレオポルド1世が憲法への宣誓を行って以来現在までベルギー人の王（蘭: Koning der Belgen, 仏: Roi des Belges, 独: König der Belgier）という君主号が用いられている。国民的君主制が現存する唯一の例である。
- ギリシャ王国では、1863年のゲオルギオス1世即位から1974年の王制廃止までギリシャ人の王（希: Βασιλεύς των Ελλήνων）という君主号が用いられた。
- ドイツ帝国成立（1871年）の際、ヴィルヘルム1世はドイツの皇帝（独: Kaiser von Deutschland）ではなくドイツ人の皇帝（独: Deutscher Kaiser）として戴冠した。
- ルーマニア王国では、1881年から1947年までルーマニア人の王（ルーマニア語: Regele Românilor）という君主号が用いられた。
- ブルガリア王国では、1908年から1946年まで（神の恩寵と国民の意志による）ブルガリア人の王（ブルガリア語: Цар на българите）という君主号が用いられた。実際、フェルディナントは1887年に大国民議会から推挙されてブルガリア人の公（ブルガリア語: Княз на българите）となっていた。
- セルビア人・クロアチア人・スロベニア人王国では、1918年から1929年までセルビア人・クロアチア人・スロベニア人の王（セルビア語: Краљ Срба, Хрвата и Словенаца, クロアチア語: Kralj Srba, Hrvata i Slovenaca）という君主号が用いられた。1929年にアレクサンダル1世が君主号をユーゴスラビア王（セルビア語: Краљ Југославије, クロアチア語: Kralj Jugoslavije）に、国号をユーゴスラビア王国に変更した。
- アルバニア王国のゾグー1世は1928年から1939年までアルバニア人の王（アルバニア語: Mbret i Shqiptarëve）という称号を用いた。1939年にアルバニアを併合したヴィットーリオ・エマヌエーレ3世は1943年までアルバニア王（アルバニア語: Mbret i Shqipërisë）という称号を用いた。